# 后过程主义考古学
後過程主義考古學（英語：post-processual archaeology），簡稱後過程考古學，也稱為解釋考古學（interpretative archaeologies），是考古學理論中強調主觀解釋的考古學。儘管有一些模糊的相似之處，後過程主義融合多樣化的思想
在後過程主義運動中，包括結構主義和新馬克思主義的各種理論觀點，有各種不同的考古學技術如現象學。
後過程主義運動在1970年到1980年代初的英國由考古學家伊恩·霍德、人類學家丹尼爾·米勒、考古學家克里斯·蒂利和考古學家彼得·烏克受到法國的马克思主义和人类学的影響，如同後現代主義對於文化人类学的影響，並很快到發展到美國。
最初的後過程主義主要是批判與其相對的過程主義考古學。過程主義考古學是1960年代由路易斯·賓福德提出的新考古學方法，並在1970年代在英國考古學中占有主導地位。過程主義的重要主張之一是考古如果應用科學方法，可以得到徹底客觀性的結論，後過程主義則強烈批判此觀點。後過程主義也批評以前的考古工作過分強調用唯物主義解釋過去，是在道德上和政治上不負責任。
在美國，考古學家大部分認為後過程主義只是伴隨著過程主義運動；在英國，它們是兩個對立的理論運動；在世界其他地區，後過程主義對考古學的影響較小。

## 考古學方法

### 主觀主義
後過程主義考古學和過程主義考古學（俗稱新考古學）是兩種相反的觀點。
過程主義考古學如实证主义一般，相信考古調查應當用科学方法僅允許考古學家根據證據用客觀的陳述過去社會。後過程主義考古學質疑這個方式，認為考古學是主觀的而不是客觀的，挖掘出來的考古紀錄是用來呈現與證實考古學家的觀點。過程主義考古學馬修·約翰遜（Matthew Johnson）說「後過程主義考古學家認為考古學家永遠無法直面理論和數據，相反的，考古學家透過理論之云來看數據。」

### 解釋
由於他們認為考古學家是主觀的，後過程主義考古學家認為「所有的考古學家無論是否公開承認，總是將自己的觀點和偏見強加於對考古數據的解讀」。大部分狀況下，他們認為這種偏見是政治性的。
後過程主義的菁英主義者丹尼爾·米勒認為過程主義的實證主義方法，只有那些被觀察、實測的時候，預測的時候才是有效的。否則只是專業人士對一般老百姓的的知識詐欺。
在類似的批評中米勒和克里斯·蒂利提出人類社會不能抗拒外部的影響和壓力造成的觀念，考古學家會默認接受社會正義。
許多過程主義者進一步批評了這樣一個事實，即來自富裕的西方國家的考古學家正在研究和撰寫貧困國家在第二和第三世界的歷史。伊恩·霍德認為考古學家沒有權利解釋其他民族或文化團體而是應該簡單地向這些群體提供自己對於過去觀點的能力。雖然霍德的觀點在後進程主義者中並沒有被普遍接受，但是在1986年成立的世界考古大會（WAC）卻湧入大量的反對種族主義、殖民主义、菁英主義等後過程主義的人士
一些後過程主義者如邁克爾·謝克斯、克里斯·蒂利和彼得·烏克認為這樣破壞了考古學家「過去知識的權威」，從而「鼓勵人們質疑和抵制一切形式的權威」，作為民主化的考古學和清除精英主義的立場受到支持者的歡迎。

## 理解過去社會

### 唯物主義和唯心主義
過程主義者是唯物主义，而文化歷史考古學是唯心主義，後過程主義者認為過去的社會應該通過唯物主義和唯心主義思想來解釋。約翰遜指出「許多後過程主義者聲稱我們不應該拒絕用思想與物質（指考古出土物）的架構」。雖然認識到過去的社會將以部分唯物主義的方式對其周圍的世界進行解釋，但後進程主義者認為，許多過去社會也非常重視意識形態（其中包括宗教）來解釋過去世界和影響他們的行為。
伯納德·克納普（Bernard Knapp）的研究中可以看到這方面的例子，他們研究了社會精英如何操縱意識形態來維持政治和經濟控制以及邁克·帕克·皮爾森研究中他認為這些工具與皇冠或法律法典一樣是意識形態的產物。
約翰遜以一個例子來唯物主義和唯心主義統一的方式來解釋對過去社會中的景觀。在過去的社會中。他認為：
在一方面，唯物主義觀點傾向於強調其如何在一組資源的看出，例如用於早期的農民社會還是狩獵採集，繼而了解人們如何理性地的利用環境來達到最佳的覓食的經濟效益。後過程主義者總喜歡不同的人用不同的方式來看待。作為我們自己的社會和意識形態上的自己的社會一樣，他們反對用理性觀點作唯一的解釋強加在開採發現物品上面，作為我們自己的社會和意識形態上的自己的社會一樣。他們認為古代人對於這個環境中的“真實”是不同的。另一方面，僅是唯心主義也是不夠的，後過程主義者強調，這種對景觀的理解並不是抽象形成的，人們移動和使用這種景觀的方式影響了他們對它的理解。

### 結構主義
雖然不是所有的但多數的後過程主義者都支持結構主義的理論來理解歷史社會。結構主義本身是法國人類學家克勞德·李維-史陀發表的一個理論，並認為「文化的結構體系不必是由自己以外的任何東西造成的」文化是一個深層次的結構或本質，受到自身的思考管轄，在人們沒察覺的情況下確保了文化產物的規律性。在李維史陀的結構主義理論中心，他認為所有的人類思想都受到概念二分法或雙邊的對立，如文化/自然、男性/女性、白天/黑夜和/生死等等。他認為反對的原則是人類大腦固有的普遍特徵，但每種文化都是以獨特的反對選擇為基礎的。
這種結構主義的方法首先從人類學的角度出發，並被法國考古學家安德烈·勒羅伊·古漢（1911–1986）用於考古學的形式呈獻，他1964年發表的關於原始宗教的研究《原始宗教》（Les Religions de Préhistoire）就是用結構主義解釋考古學的作品。
在後過程主義運動中伊恩霍德成為結構主義方法的主要指標。
1984年的一篇文章中，他研究了《新石器時代的歐洲》的房屋與墓葬之間的相似之處，並以結構主義的方法作為他們對象徵主義思想的基礎。這之後，他在1990年發表的《馴化的歐洲》（The Domestication of Europe）中繼續使用結構主義來提出他的理論，即在歐洲之間農田（拉丁語：agrios）和房子（拉丁語：domus），這個二元性由邊界（拉丁語：foris）劃分。

### 能動性
後過程主義也採用辩证唯物主义中的人的能動性，認為在文化歷史考古學和其他的考古學理論中喪失了身為人類自我思考的能力，成了盲目遵循社會規則被動的傻子後過程主義反而認為，人類是自由主義者，他們在許多情況下是以自己的思考行事，而不是簡單地遵循社會規則，通過這樣的觀點，後過程主義認為是學派帶動了社會衝突受到社會學家安東尼·紀登斯和他的結構理論影響，許多後過程主義大多數人在知道和理解社會規則的同時，會自己判斷而不是盲目接受，反過來說透過扭曲社會規則，則會改變社會規則。
其他後過程主義者則反而把社會學家卡尔·马克思和阶级斗争視為是對這種社會變革的力量他們使用者種方式類似馬克思主義考古學。少數後進程主義者理如朱利安·托馬斯則認為人類學不是看待過去社會的一個有用的方面認為文化決定論更適合些。

## 非主流考古學
后过程主义考古学鼓勵對非主流群體與考古學學派的結合。

### 性別考古學
主條目：性別考古學
第二波女性主義時期出現了女性主義考古學，過去女性社會一直被考古學家忽略。根據考古學家薩姆露西（Sam Lucy）說女性主義考古學和后过程主义考古学強調了社會和政治因素對所謂客觀調查的重要性。

### 土著考古學
主條目：土著考古學
在19世紀後期漸漸消除種族主義的考古學界會願意讓土著居民參與考古活動，對於自己祖先土著居民會有身為後裔或繼承人的觀點，特別是非殖民化的考古研究。

## 歷史

### 先前
雖然直到1985年之後才出現後過程主義考古學這個詞（由其中最著名的支持者之一伊恩·霍德）。在1970年代考古學上轉變為新考古學，有些人已經預料到理論的出現，社會人類學家埃德蒙·利奇在1971年關於謝菲爾德大學文化變革的解釋討論中結構人類學，當時在社會人類學家中受到歡迎，很快就由考古學界引入。
加拿大考古學家布魯斯·特里格，對考古學理論進行了深入的研究，認為對後過程主義有三個影響關鍵，第一個主要影響是1960年代法國發展起來的马克思主义的社會人類學，已經影響了英國的社會人類學。布魯斯指出：「這不是正統的馬克思主義，而是在马克思主义和結構主義的結合主義，如莫里斯·戈德利耶、伊曼紐爾·塔雷和皮埃爾·菲利浦·雷的結合主義。第二個主要影響是后现代主义，強調知識的主觀性，並且接受極端相對主義和唯心主義。起源於比較文學，文学批评和文化研究的學科，後現代主義思想開始在考古學中開始發展。第三個主要影響是在文化人類學內部的新文化人類學運動時期由博厄斯提出的博厄斯人類學，新的文化人類學家痛斥多元文化進化的研究，後殖民環境中成為民族中心主義，理性和道義上是站不住腳的。

### 英國起源
後期考古學始於1970年代後期在英國，由一些對法國馬克思主義人類學方面感興趣的英國考古學家帶領。其中最突出的是前過程主義的伊恩·霍德研究英國鐵器時代和羅馬帝國時期的英國的市場和城市化，特別是與貿易有關的古代經濟模擬發展。隨著研究進展和受到新地理學和過程主義者大衛·克拉克（David Clarke）的影響，他越來越懷疑這些模型和模擬實際測試中證明任何東西，得出考古記錄中的特定模式可以透過許多不同的模擬過程中產生的結論，並且沒有辦法測試哪些想法是正確的。實際上，他開始相信即使使用過程主義來理解考古數據，仍有許多不同的方式可以解釋這些數據，因此，不同的考古學家可以即使聲稱透過過程主義使用科學方法獲得客觀事實依然會有截然不同的結論。因此伊恩·霍德對過程主義的批評越來越狂烈。他的新的思想方式獲得了許多學生的支持，其中包括馬修·斯里格格斯（Matthew Spriggs）。
1980年一些結構後過程主義者在剑桥大学舉辦第一次會議，並出版《符號與結構考古學》（Symbolic and Structural Archaeology，ISBN 978-05210-3550-7），由伊恩·霍德親自編輯劍橋大學出版社出版。他對於此書的介紹:
在早期的思想探索和發展初期，劍橋大學的各位成員在英國和國外的其他考古部門提供了更早期的會議介紹和個人研討會。被邀請的個別學者明顯保持的反對我們的方式，雖然他們過於激進，但肯定的是他們的思想在我們之前，是重要的調查人物。我們透過與外界學者的對比與檢視組內的差異加以整理，反對派用偏見的想法加諸在我們的觀點。重要的是我們認為有錯的是現有的方式，我們有再做新事情的信念可以整理出一個更清晰的概念。
布魯斯·特里格認為美國考古學家路易斯·賓佛在1968年出版的《考古學新觀點》（New Perspectives in Archaeology，ISBN 0-202-33022-2）有助於推動過程主義運動並能對應後過程主義。

### 美國發展
後過程主義考古學在美國考古學界大部分獨立發展。因此它在美國的主要影響是批評理論，對英國的主要影響是反對法國馬克思主義人類學。
許多美國考古學家已經開始體會學界和過程主義運動中認知偏差的問題，也注意到了考古學界中的種族主義，特別是對於美洲原住民直到1990年代他們通常不能參予自己族群的考古活動
許多美國考古學家也開始注意考古學和整個學科中的性別偏見，女性在很大程度上被無視。直到1980年代瓊·格羅（Joan Gero）發表了《考古學中的性別偏見：跨文化視角》（Gender bias in archaeology: a cross-cultural perspective）以及瑪格麗特·康凱（Margaret Conkey）和珍妮特·斯派克（Janet_D._Spector）在1984年的論文《考古與性別研究》（Archaeology and the Study of Gender），性別偏見才被關注。在後過程主義者中大部份比較重視的是考古紀錄中的階級偏見而不是研究性別和種族差異。這些反而是歷史考古學對非主流方面如奴隸、婦女、土著的調查影響較大。

## 批評
考古學家科林·伦福儒和保羅·巴恩指出：對於嚴厲的批評者，後過程主義在提出一些有效批評的同時，同時融入過程主義引入一些其他的想法和理論，對於評論家而言，它引入其他學科的各種方式術語稱之為後過程，適當的表述后现代主义中的懷疑和詮釋，
在《后过程主义考古学與激進批判》（1987）一書中，蒂莫西·K·厄爾（Timothy K.Earle）和羅伯特·W·布魯塞爾（Robert W. Preucel）重新審視了后过程主义對於過程主義的激進批判，同時認為它具有一些優點，並強調了一些特點，整體來說，後過程主義的做法是有缺陷的，因為它沒有產生明確方法論。

### 引用
1. ↑  Johnson 1999. pp. 98–99.
2. ↑  Johnson 2010. p. 105.
3. ↑  Johnson 1999. p. 101.
4. ↑  Trigger 2007. pp. 477–478.
5. ↑  Trigger 2007. pp. 451–452.
6. 1 2 3  Johnson 1999. p. 102.
7. ↑  Johnson 1999. p. 103.
8. ↑  Trigger 2007. p. 467.
9. ↑  Miller 1984. p. 38.
10. ↑  Miller and Tilley 1984. p. 2.
11. ↑  Ian Hodder. . Antiquity. 1984, 58: 25–32.
12. ↑  Trigger 2007. p. 452.
13. ↑  Trigger 2007. pp. 467–468.
14. ↑  Knapp, B. 1988.
15. ↑  Pearson, Mike Parker. 1984:61.
16. ↑  Trigger 2007. p. 463.
17. ↑  Leroi-Gourhan 1964.
18. ↑  Trigger 2007. p. 464.
19. ↑  Hodder 1984.
20. ↑  Hodder 1990.
21. 1 2  Johnson 1999. p. 104.
22. ↑  Johnson 1999. p. 105.
23. ↑  Trigger 2007. p. 469.
24. ↑  Thomas 2000. pp. 149–150.
25. ↑  Lucy 1997. p. 153.
26. ↑  e.g. Million 2005
27. ↑  Nicholas 2008, Nicholas and Andrews 1997
28. ↑  Leach 1973 p. 763.
29. ↑  Trigger 2007. p. 444.
30. ↑  Trigger 2007. pp. 446–448.
31. ↑  Trigger 2007. pp. 448–449.
32. ↑  Johnson 2010. pp. 102–103.
33. 1 2 3  Trigger 2007. p. 450.
34. ↑  Hodder 1982. p. vii.
35. ↑  Trigger 2007. pp. 456–458.
36. ↑  Gero, Joan. . Gero, J. M.; Lacy, D. M.; Blakey, M. L.  (编). . Amhurst: University of Massachusetts. 1983.
37. ↑  Conkey, Margaret; Spector, Janet. . Advances in Archaeological Method and Theory. 1984, 7: 1–38.
38. ↑  Trigger 2007. p. 460.
39. ↑  Renfrew and Bahn 2004. p. 44.
40. ↑  Earle and Preucel 1987.